# Carlo Andrea Pozzo di Borgo
Hrabia Carlo Andrea Pozzo di Borgo (ur. 1764, zm. 1842) – rosyjski polityk korsykańskiego pochodzenia.

## Życiorys
Otrzymał wykształcenie prawnicze na uniwersytecie w Pizie. Pasquale Paoli wyznaczył go na reprezentanta Korsyki we francuskim rewolucyjnym Zgromadzeniu Narodowym.
Napoleona uważał za swego osobistego wroga i zdrajcę Korsyki, dlatego dołączył do rosyjskich służb dyplomatycznych.
W latach 1814–1835 (z przerwą na 100 dni Napoleona) był ambasadorem Rosji w Paryżu. W 1839 zwoniony ze służby. W 1842 zmarł w Paryżu.